# Salomon Haberland
Salomon Haberland (* 27. Oktober 1833 in Lubasch, Kreis Czarnikau; † 12. September 1914 in Berlin) war ein deutscher Kaufmann und Unternehmer. Er gründete eine Textilfabrik und später zwei Terrainunternehmen in Berlin. Er entwickelte das Gebiet um den Viktoria-Luise-Platz, das Bayerische Viertel und das Rheingauviertel um den Rüdesheimer Platz.

## Leben

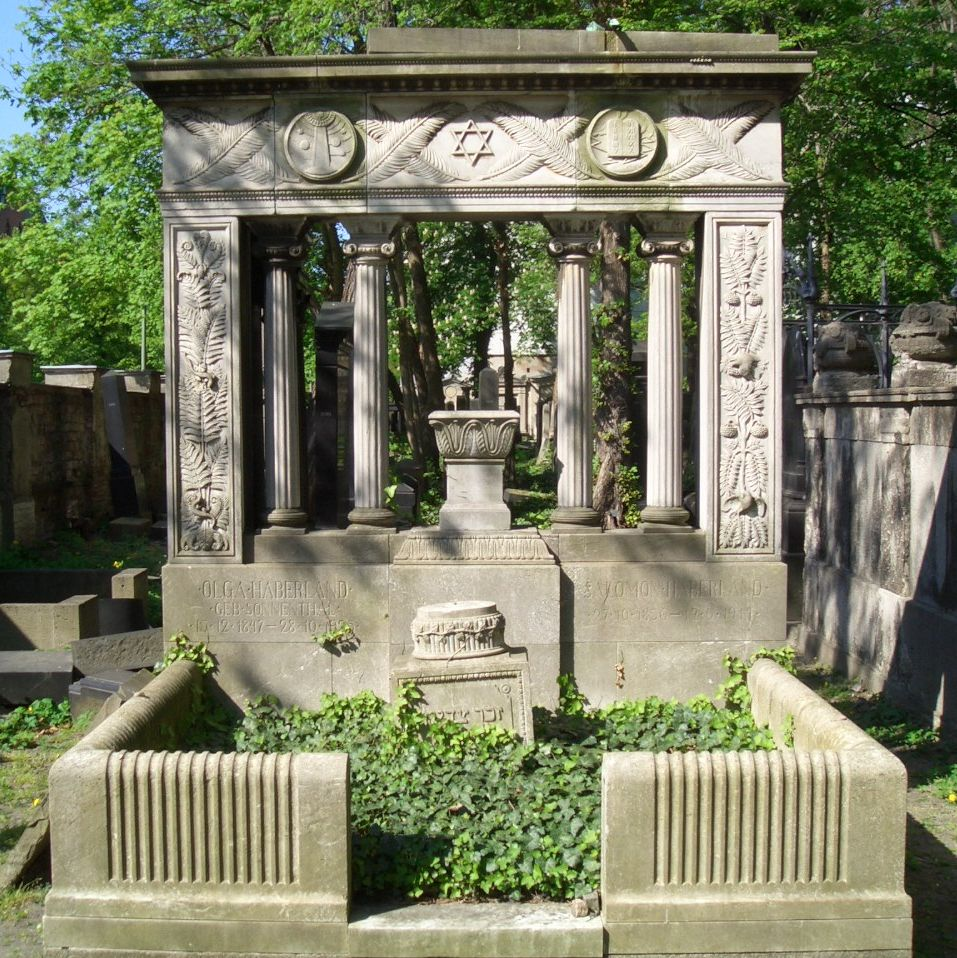
Grabmal für Olga und Salomon Haberland auf dem Jüdischen Friedhof Schönhauser Allee

Haberland war der Sohn des Kaufmanns Selig Haberland und dessen Ehefrau Dorothea geb. Salinger. Seit 1861 führte er in Wittstock ein Geschäft für Manufakturwaren und eine Rahmentücher-Werkstatt. 1866 wechselte er nach Berlin. Dort gründete er zunächst eine Tücher- und Schalfabrik in der Papestraße, 1890 mit zwei Partnern das Terrainunternehmen Berlinische Boden-Gesellschaft (BBG), später die Terraingesellschaft Berlin-Südwest. Die Firmen erwarben Flurstücke von Bauern, erstellten Bebauungspläne, legten Straßen und Plätze an. Das baureife Gelände wurde in Blocks oder Parzellen aufgeteilt und an Bauunternehmer verkauft.
Im Jahr 1893 verkaufte Haberland zwei Drittel des Aktienkapitals der Berlinischen Boden-Gesellschaft an die Dresdner Bank, ein Drittel behielt er. Sein Sohn Georg sorgte als geschäftsführender Vorstand des Unternehmens für den Einfluss der Familie auf die Unternehmenspolitik. 1906 entstand als Tochterunternehmen die Berlinische Bau-Gesellschaft, die Häuser für den Eigenbedarf der Terraingesellschaft baute.
Erste Terrainprojekte Haberlands lagen nördlich der Hohenstaufenstraße, rund um den Viktoria-Luise-Platz, an der Geisberg- und an der Motzstraße in Schöneberg. Zwischen 1900 und 1914 entwickelte er nur wenig südlich das Bayerische Viertel zwischen Hohenstaufenstraße und Badenscher Straße. Zwischen 1910 und 1914 folgten das Rheingauviertel um den Rüdesheimer Platz in Wilmersdorf und das Wagnerviertel in Friedenau.
Er starb 1914 in seiner Wohnung am Kurfürstendamm 3 (heute: Budapester Straße 2) in der Schöneberger Vorstadt.
In erster Ehe war er verheiratet mit Johanna Prager (1837–1875). Sie starb bei der Geburt einer Tochter. in zweiter Ehe war er mit Olga Sonnenthal verheiratet.

## Auszeichnungen
Das Königreich Preußen zeichnete ihn 1906 mit dem Ehrentitel Kommerzienrat aus. Zugleich wurde eine Straße im Bayerischen Viertel in Berlin nach ihm benannt. Die Nationalsozialisten benannten die Straße 1938 um, weil Haberland jüdischen Glaubens war. Im September 1996 erhielt ein Teil der Straße ihren ursprünglichen Namen zurück. Seit 2014 erinnert das Café Haberland auf dem Dach des U-Bahnhofs Bayerischer Platz an die Gründerfamilie des Bayerischen Viertels.